# كوون جين أه
كوون جين أه (هانغل: 권진아) هي مغنية وكاتبة أغاني وعازفة جيتار كورية جنوبية، ولدت في 18 يوليو 1997 في يغو، كوريا الجنوبية. اشتهرت بحصولها على المركز الثالث في K-pop Star Season 3 على ‏ قناة نظام بث سول.

## روابط خارجية
كوون جين أه على موقع ميوزك برينز (الإنجليزية)